# Ciuperceni (Gorj)
Pour l’article homonyme, voir Ciuperceni.
Ciuperceni est une commune roumaine située dans le județ de Gorj.